# Lies of P
Lies of P — відеогра в жанрі рольового бойовика, розроблена Round8 Studio і видана Neowiz Games. Сюжет розгортається у вигаданому місті Крат, охопленому епідемією хвороби скам'яніння та повстанням маріонеток, й оповідає про механоїда Піноккіо, який мусить подолати лихо, що спіткало місто. Гравець керує персонажем від третьої особи та використовує зброю ближнього бою і допоміжне озброєння, щоби протистояти ворожим маріонеткам, фракціям і містянам, спотвореним хворобою. У ключові сюжетні моменти гравець приймає рішення, які впливають на розвиток історії.
Round8, заснована як розробник мобільних ігор, почала працювати над проєктом із прагненням урізноманітнити своє портфоліо. Lies of P натхненна романом Карло Коллоді «Пригоди Піноккіо» (1883), періодом, відомим як Прекрасна епоха, та іграми жанру soulslike. Студія використала ігровий рушій Unreal Engine 4 для створення гри. Lies of P була випущена для macOS, PlayStation 4, PlayStation 5, Windows, Xbox One та Xbox Series X/S у вересні 2023 року. Вона отримала схвальні відгуки критиків, які похвалили візуальний і звуковий дизайни, а також продуктивність; оглядачі неоднозначно сприйняли деякі механіки й наративну складову. Гра була номінована на кілька нагород, включно з Golden Joystick Awards та The Game Awards, й увійшла до списків найкращих ігор 2023 року від численних видань. Її продажі становлять 1 мільйон копій станом на жовтень 2023 року. Round8 працює над завантажуваним вмістом та продовженням.

## Ігровий процес

Гравець може обладнати ліву руку Піноккіо різними пристосуваннями, наприклад, тросовим гаком, щоб зачіпляти та атакувати ворогів

Lies of P є відеогрою в жанрі рольового бойовика, що має перспективу від третьої особи. Гравець керує мовчазним механоїдом Піноккіо та переміщається вигаданим містом Крат, досліджуючи ігровий світ і борючись із різноманітними ворогами, включно з босами та мінібосами. На початку проходження гравець обирає один із трьох стилів бою, що впливають на початкові характеристики персонажа та його зброю. Піноккіо використовує зброю ближнього бою в правій руці та допоміжне озброєння в лівій, яку можна переобладнати, наприклад, на гармату або щит. Кожна зброя в грі, крім зброї босів, складається з леза та руків'я, які можна покращувати та комбінувати з іншими аналогічними компонентами. Після комбінування зброя отримує унікальне бойове вміння, що активується після заповнення відповідної шкали. Міцність зброї зменшується під час сутичок. Цей показник можна підвищити, використовуючи точильні камені, що надають зброї тимчасові посилення. Гравець може виконувати легкі та важкі атаки, а також відбивати або блокувати атаки супротивника. При відбиванні ворог отримує ефект приголомшення, а його зброя пошкоджується. Блокування атаки призводить до втрати Піноккіо невеликої кількості здоров'я, що частково відновлюється після успішної контратаки.
Гравець купує та покращує озброєння в готелі, де він може виконувати й інші активності, які додаються в міру проходження. Придбання предметів здійснюється коштом ігрової валюти, яка також необхідна для підвищення рівня Піноккіо через її розподіл між характеристиками персонажа, як-от витривалість, рухливість тощо. У грі присутнє дерево навичок, що поступово відкривається за допомогою кварців, які отримуються після перемоги над босами або мінібосами. Навички мають додаткові слоти для пасивних підсилень. Після досягнення певного сюжетного моменту гравець отримує можливість використовувати спеціальні камені, що дають тимчасові підсилення, такі як підвищення ушкодження та відновлення здоров'я. Також гравець може екіпірувати кілька спеціальних компонентів, що підвищують обороноздатність Піноккіо. Перед битвою з босом, яка, зазвичай, проходить у дві фази, гравець може викликати компаньйона, що керується штучним інтелектом і надає підтримку в бою. У разі перемоги над босом гравець отримує спеціальний фрагмент, який можна обміняти на зброю боса або амулети з підсиленнями.
У процесі дослідження Крата гравець натрапляє на таксофони, через які відповідає на загадки. За умови правильних відповідей гравець отримує ключі, що надають доступ до особливих зон зі спорядженням та корисними речовинами. Гравець може знаходити приховані локації, де розташовані скрині з різноманітними нагородами, а також колекційні предмети, такі як записки, фотографії тощо. Багато локацій містять точки, призначені для відновлення показників та ресурсів персонажа, а також для швидкого переміщення між доступними точками та виконання деяких інших дій. Крім того, ці точки слугують місцем відродження Піноккіо після його смерті, яка, своєю чергою, призводить до втрати ігрової валюти. Гравець має можливість забрати валюту на місці смерті, проте кожного разу, коли персонаж зазнає ушкодження на шляху до цього місця, кількість валюти зменшується.
Ігровий процес передбачає систему моралі з таймером, що обмежує час на вибір однієї з двох опцій у діалогах із неігровими персонажами: сказати правду або збрехати. Ці рішення впливають на розвиток сюжету, зокрема на закінчення. Гравець також може спілкуватися з неігровими персонажами через дерево діалогів, отримуючи додаткову інформацію про ігровий світ. Деякі з цих персонажів пропонують побічні квести, за виконання яких гравець отримує нове озброєння, корисні речовини та інші винагороди. Зовнішній вигляд Піноккіо можна змінювати, використовуючи різні варіанти одягу, що знаходяться в певних локаціях. Після завершення основної сюжетної кампанії гравець має можливість розпочати «Нову гру плюс», щоби пройти гру повторно зі спорядженням, покращеннями та деякими іншими предметами, отриманими під час попереднього проходження.

## Синопсис

### Сетинг
Lies of P розгортається у вигаданому місті Крат, де стався технологічний розквіт після того, як алхіміки відкрили в його надрах ерґо — мінерал, що став джерелом енергії для революційних маріонеток, створених Джузеппе Джеппетто. Ці маріонетки, об'єднані протоколом, який забороняв їм шкодити людям, замінили людей у різних сферах життя й перетворили Крат на квітуче місто, де ерґо почали використовувати як валюту. Тим часом алхіміки знайшли містичний артефакт, що активується великою кількістю ерґо. Невдовзі в місті спалахнула хвороба скам'яніння, яка поступово осліплювала людей, перетворювала їх на камінь і зрештою призводила до смерті. Місто почало занепадати, а одного дня маріонетки раптово збожеволіли та вдалися до масового вбивства населення. За деякий час до цього Джепетто дізнався про здатність маріонеток переймати людські риси. Він мав намір використати артефакт, знайдений алхіміками, для оживлення свого сина Карло, який помер від хвороби скам'яніння. Джепетто модифікував тіло та серце Карло, надаючи йому здатності поглинати ерґо. Для накопичення потрібної кількості ерґо він тимчасово помістив серце в іншу маріонетку, вільну від обмежень — Піноккіо.

### Сюжет
Піноккіо прокидається в покинутому вагоні на вокзалі Крата, почувши голос дівчини на ім'я Софія, яка просить його прийти до місцевого готелю. Там вона доручає Піноккіо знайти Джеппетто, який нещодавно зник. Незабаром він знаходить Джеппетто й рятує його від одного із членів мілітантної організації «Гвардійці». Джеппетто просить Піноккіо знайти підприємця Лоренцині Веніньї, з яким він колись співпрацював над виробництвом маріонеток. Піноккіо рятує Лоренцині з його фабрики та вирушає до собору, де переховувалися біженці. На своєму шляху та в самому соборі Піноккіо б'ється з людьми, ураженими хворобою скам'яніння, які мутували невідомим чином. Софія просить Піноккіо розвідати район Малум, куди, ймовірно, подалися біженці. Там Піноккіо знову стикається з мутованими людьми та виявляє, що район контролює банда «Братство чорного кролика». З допомогою «Гвардійців» Червоної лисиці та Чорного кота Піноккіо долає одного із членів «Братства», а троє інших бандитів тікають, обіцяючи помститися. На їхній базі Піноккіо знаходить докази співпраці «Братства» з алхіміками.
Джеппетто, підозрюючи Короля маріонеток у спричиненні божевілля, яке охопило маріонеток, відправляє Піноккіо до оперного театру, лігва Короля. У театрі Піноккіо зустрічає Короля, який пропонує йому мир. Однак Піноккіо відмовляється, і між ними починається бій. Після поразки Короля з його оболонки з'являється інша маріонетка — Ромео, найкращий друг Карло, який також страждав від хвороби скам'яніння та набув нової подоби після експериментів Джеппетто. Намагаючись заговорити з Піноккіо незнайомою йому мовою, вони знову б'ються, і врешті-решт Піноккіо вбиває Ромео. Джеппетто, зустрівши Піноккіо біля театру, відправляє його на Велику виставку, де, за чутками, алхіміки винайшли ліки проти хвороби скам'яніння. На виставці Піноккіо зустрічає Саймона Мануса, лідера алхіміків. Саймон розповідає, що хвороба виникла через вплив ерґо, а мутації, які він вважає наступним етапом людської еволюції, є результатом експериментів алхіміків із цим мінералом. Також Саймон пояснює, що ерґо — це кристалізована форма людської душі, яка утворюється після смерті, та запрошує Піноккіо на острів алхіміків.
Щоби потрапити на острів, Піноккіо потребує особливого уламка ерґо, який знаходиться на болотах, для живлення підводного човна Лоренцині. Піноккіо здобуває уламок, а згодом отримує від Софії повідомлення про напад на готель. Повернувшись, він дізнається, що напад здійснило «Братство» разом із Червоною лисицею та Чорним котом, тоді як Джеппетто викрадено. Тим часом Лоренцині розшифровує повідомлення Ромео до Піноккіо, згідно з яким Джеппетто, як творець маріонеток, був ініціатором їхнього божевілля і весь час мав над ними контроль. Піноккіо прямує до підводного човна, але потрапляє в засідку, влаштовану «Братством». Здолавши бандитів, він вирушає на острів алхіміків. На березі його зустрічає Софія, яка зізнається, що є лише проєкцією. Її справжнє тіло знаходиться у вежі на острові, де мутувало під впливом ерґо після того, як Саймон під'єднав її до пристрою, що поширює хворобу скам'яніння, скориставшись здатністю Софії керувати ерґо. Також Софія розповідає, що саме вона оживила Піноккіо, аби він припинив її страждання.
Після перемоги над Лаксазією, прислужницею Саймона, Піноккіо входить до вежі. Там він знаходить справжню Софію і стає перед вибором: залишити її живою чи дарувати спокій. Згодом Піноккіо зустрічає Червону лисицю та Чорного кота, які, залежно від його рішення, пропускають Піноккіо за особливу монету або вступають із ним у бій. Зрештою, Піноккіо звільняє Джеппетто, який розповідає, що Саймон зібрав потрібну кількість ерґо, щоб досягти божественної могутності за допомогою містичного артефакту, раніше знайденого алхіміками. Піноккіо підіймається на вершину вежі, де б'ється із мутованим Саймоном. Здолавши Саймона, Піноккіо повертається до Джеппетто, який просить віддати йому своє серце, щоби перетворити його на справжню людину.
- У разі згоди Піноккіо гине, а Джеппетто використовує його серце, артефакт та ерґо, зібране Саймоном, щоб оживити іншу маріонетку — Карло. Після цього Джеппетто наказує Карло вбити мешканців готелю та замінює їх маріонетковими копіями. Зрештою, Джеппетто залишає готель, щоби «перебудувати» місто для Карло.
- Якщо ж Піноккіо відмовляється, Джеппетто активує Безіменну маріонетку, щоб силоміць забрати його серце. Коли Джеппетто втрачає контроль над маріонеткою, вона починає діяти самостійно й майже перемагає Піноккіо, готуючись завдати йому смертельного удару в серце. Джеппетто кидається до Піноккіо, закриваючи його та жертвуючи собою, що дає Піноккіо шанс знищити маріонетку.

У сцені після титрів Парацельс, який приховувався під виглядом торговця Джанджио, доповідає співрозмовниці про результати «експерименту в Краті», називаючи Піноккіо «новим типом людства». Жінка зазначає, що вічне життя може мати різні форми, і вони домовляються продовжити спостереження. Парацельс висловлює намір знайти другий «ключ» — Дороті. Тим часом у Краті на даху одного з будинків з'являється дівчина в рубінових черевичках і тричі стукає підборами.

## Розробка й випуск
Lies of P розроблена Round8 Studio під керівництвом Чхве Чі Вона. Студія, відома розробкою умовно-безкоштовної MMO Bless Unleashed (2020), була заснована в Південній Кореї як розробник мобільних ігор, але прагнула займатися масштабнішими проєктами. Разом із видавцем Neowiz Games, відомим сервісними іграми, вони побачили в Lies of P можливість урізноманітнити як власні портфоліо, так і південнокорейську ігрову індустрію загалом, яка переважно сфокусована на мобільних іграх із мікротранзакціями. Розробка проєкту розпочалася приблизно у 2020 році, і протягом двох років команда розширилася із 60 до 100 осіб.
Наративна складова Lies of P натхненна романом Карло Коллоді «Пригоди Піноккіо» (1883), який є суспільним надбанням. За словами Чхве, студія обрала історію з таким статусом, щоб мати можливість для креативного самовираження серед інших ігор жанру soulslike. Крім того, наявність готового сюжетного фундаменту на ранніх стадіях розробки дала команді змогу зосередитися на власній інтерпретації та втіленні історії. На гру також вплинула Прекрасна епоха — період в історії Європи наприкінці XIX — початку XX століття, що відзначився розвитком науки й техніки. Розробники вважали цей період унікальним через його недостатню представленість в інших іграх. Чхве зазначив, що на етапі прототипування команда експериментувала з різними європейськими архітектурними стилями, але Прекрасна епоха привернула їхню увагу поєднанням «романтики, безладу, культурного відродження та процвітання». Ці елементи відображали намір студії зобразити трансформацію міста Крат — сетингу Lies of P — від величі до занепаду. Чхве додав,що дизайн загалом натхненний подорожами розробників Європою.
Студія прагнула створити в грі похмуру та моторошну атмосферу, використовуючи, зокрема, динамічну зміну погоди та часу доби. Чхве заявив, що досягнення цієї мети без шкоди для ігрового процесу та продуктивності стало одним із найскладніших завдань у процесі розробки. Команда розглядала можливість впровадження відкритого світу та багатокористувацького режиму, але зрештою зупинилася на лінійній однокористувацькій кампанії. За словами Чхве, рішення додати елементи soulslike було зумовлене як модними тенденціями, так і особистим захопленням розробників цим жанром. У цьому аспекті команда надихалася іграми жанру soulslike, елементи яких прагнула поєднати з власними механіками. Для створення проєкту Round8 використала рушій Unreal Engine 4. Студія скористалася програмою Marvelous Designer, щоб створити текстури тканин для персонажів та інших об'єктів:0:08:20. Хоча гра спочатку мала технологію захисту від злому Denuvo, розробники видалили її через кілька місяців після випуску гри.
Lies of P була анонсована в травні 2021 року з випуском дебютного трейлера. У листопаді було представлено відео з демонстрацією альфа-версії ігрового процесу. У серпні 2022 року на виставці Gamescom було показано новий трейлер ігрового процесу. У червні 2023 року було представлено черговий трейлер та випущено демоверсію в межах Summer Game Fest. Того ж місяця було анонсовано спеціальне видання з кількома косметичними предметами та колекційне видання з деякими фізичними й цифровими предметами, як-от артбук та саундтрек відповідно. Одночасно було відкрито передзамовлення, яке надавало один із косметичних предметів, а у випадку зі спеціальним виданням — доступ до гри на кілька днів раніше офіційного випуску. Розробка Lies of P була завершена в серпні, коли гру відправили в тиражування. Вона була випущена 18 вересня 2023 року для macOS, Windows, Xbox One та Xbox Series X/S, а також стала доступною в сервісі за підпискою Xbox Game Pass. Версії для PlayStation 4 та PlayStation 5 були випущені 19 вересня. У листопаді саундтрек було випущено окремо на стримінгових платформах, як-от Spotify, а також у цифровому магазині Steam. У лютому 2024 року розробники випустили оновлення з новою зброєю та вбранням у межах кросовера з грою Wo Long: Fallen Dynasty (2023). Round8 працює над завантажуваним вмістом та продовженням Lies of P.

## Сприйняття

### Оцінки й відгуки
| Агрегатор  | Платформа | Оцінка |
| ---------- | --------- | ------ |
| Metacritic |           |        |
| PS5        | 80/100    |        |
| Win        | 83/100    |        |
| XSXS       | 85/100    |        |
| OpenCritic |           |        |
| Н/Д        | 88 %      |        |

| Видання        | Платформа | Оцінка |
| -------------- | --------- | ------ |
| Digital Trends |           |        |
| XSXS           | 3.5/5     |        |
| Eurogamer      |           |        |
| PS5            | 3/5       |        |
| Famitsu        |           |        |
| Н/Д            | 34/40     |        |
| Game Informer  |           |        |
| PS5            | 9.5/10    |        |
| GameSpot       |           |        |
| Win            | 8/10      |        |
| GamesRadar+    |           |        |
| Win            | 4/5       |        |
| IGN            |           |        |
| XSXS           | 8/10      |        |
| PC Gamer (США) |           |        |
| Win            | 74/100    |        |
| PCGamesN       |           |        |
| Win            | 7/10      |        |
| Push Square    |           |        |
| PS5            | 8/10      |        |
| Shacknews      |           |        |
| Win            | 8/10      |        |
| The Guardian   |           |        |
| Win            | 4/5       |        |
| VG247          |           |        |
| PS5            | 2/5       |        |
| VideoGamer.com |           |        |
| Win            | 8/10      |        |

| Видання | Платформа | Оцінка |
| ------- | --------- | ------ |
| ITC     |           |        |
| Win     | 8/10      |        |

Lies of P отримала «загалом схвальні» відгуки за даними агрегатора рецензій Metacritic. Агрегатор OpenCritic позначив 88 % оглядів як такі, що рекомендують гру. Оглядачі похвалили візуальний і звуковий дизайни, продуктивність, та імплементацію елементів soulslike; вони неоднозначно сприйняли ігровий процес і наративну складову. Ліам Крофт із Push Square зазначив, що Round8 створила «першокласний досвід», високо оцінивши загальну презентацію та виробничі якості. Джордж Янг із Digital Trends назвав Lies of P «однією з найбільш виняткових» ігор жанру soulslike на момент її випуску, а Річард Вейклінґ із GameSpot відзначив її оригінальність та естетику на фоні інших ігор цього жанру. Деякі критики вказали на схожість певних аспектів Lies of P з проєктами студії FromSoftware, зокрема з Bloodborne (2015), тоді як Вейклінґ висловив думку, що це може створити враження «надмірної похідності». Шеріф Саєд із VG247 назвав загальний дизайн Lies of P «слабкою імітацією» ігор FromSoftware, назвавши проєкт одним із найбільших розчарувань 2023 року.
Жасмін Ґулд-Вілсон із GamesRadar+ похвалила наративну складову, зокрема інтерпретацію оригінальної історії Карло Коллоді, назвавши її елементи «продуманими та злагодженими». Тревіс Нортап з IGN зазначив: «Серед усіх тривожних і загадкових історій, що я бачив у [жанрі soulslike, сюжет Lies of P] безумовно один із моїх улюблених». Дієго Ніколас Аргуельйо з Polygon високо оцінив розбудову Піноккіо, а Лінкольн Карпентер із PC Gamer виділив діалоги. Водночас Ті Джей Дензер із Shacknews написав, що Піноккіо позбавлений чіткої індивідуальності. Фінлі Каттанак із VideoGamer.com розкритикував наратив, вважаючи його найслабшим аспектом гри, проте зазначив, що той достатньо підтримує зацікавленість. Вейклінґ із GameSpot написав, що, попри деякі цікаві сюжетні моменти, історія відчувається невизначеною і розчаровує аж до третього акту.
Лорен Берґін із PCGamesN відзначила «справді винятковий» баланс між ігровими механіками. Крофт із Push Square позитивно оцінив бойову систему та дерево навичок, але висловив розчарування браком підтримки особливостей контролера DualSense. Дензер із Shacknews похвалив систему комбінування зброї. Вільям Г'юз із The A.V. Club високо оцінив систему моралі та битви з босами, хоча й зазначив, що деякі з них здалися йому одноманітними. Карпентер із PC Gamer похвалив можливості налаштування зовнішнього вигляду Піноккіо. Кіран Гарріс із Gamereactor позитивно оцінив дизайн рівнів, проте Кейлін Елліс із Eurogamer розкритикувала цей аспект, назвавши дизайн «фасадом тематичного парку» та найслабшим аспектом гри. Нортап з IGN також висловив зауваження стосовно цього, зазначивши, що дизайн рівнів видався йому надто лінійним. Артем Лисайчук з ITC дещо розкритикував бойову систему, яку Саєд із VG247 схарактеризував як «розтрачений потенціал». На його думку, вона надмірно спиралася на елементи інших ігор жанру soulslike. Крім того, Саєд розкритикував систему моралі, назвавши її «поверхневою». Роб Двіар із TechRadar негативно відгукнувся про нерівномірний рівень складності. Янг із Digital Trends розкритикував реалізацію битв із босами та висловив розчарування браком кооперативного режиму.
Каттанак із VideoGamer.com похвалив художній дизайн, зокрема персонажів, а також атмосферу та імерсивність сетингу. Веслі Лебланк із Game Informer відзначив дизайн босів, назвавши його «надзвичайно незабутнім», тоді як Янг із Digital Trends написав, що цей аспект «надає кожному бою свою індивідуальність». Ед Торн із Rock Paper Shotgun позитивно оцінив «гармонійні» бойові анімації Піноккіо. Крім того, він похвалив продуктивність гри, особливо на Steam Deck, відзначивши плавність ігрового процесу та візуальну якість, попри низькі графічні налаштування. Водночас Саєд із VG247 висловив критику щодо деяких анімацій, назвавши їх «дратівливими». Ґулд-Вілсон із GamesRadar+ розкритикувала повторне використання ресурсів у різних локаціях, що, на її думку, негативно вплинуло на імерсивність. Нортап з IGN і Джорджина Янг зі Sports Illustrated написали про незначні візуальні глітчі. Лисайчук з ITC похвалив саундтрек, тоді як Нортап назвав його «дійсно видатним» на тлі інших ігор жанру soulslike, окремо відзначивши деякі композиції як «просто фантастичні».

### Продажі
Lies of P дебютувала на шостому місці за кількістю продажів у цифровому магазині Steam. У Великій Британії вона посіла третю позначку в чарті фізичних продажів у тиждень випуску. У вересні 2023 року гра була дев'ятою за кількістю завантажень для PlayStation 5 у Північній Америці та Європі. У жовтні вона опустилася на п'ятнадцяту й дев'ятнадцяту позначку в цих регіонах відповідно. Того ж місяця її продажі сягнули 1 мільйона копій.

### Нагороди
До свого випуску Lies of P здобула кілька нагород на виставці Gamescom. Після випуску гра була номінована за візуальну складову на нагороди Golden Joystick Awards та The Game Awards, де також здобула номінацію в категорії «Найкраща рольова гра». Крім того, вона була відзначена на Game Developers Choice Awards, теж за візуальний аспект. Lies of P увійшла до списків найкращих ігор 2023 року від видань The Washington Post (6-те місце), Vulture (9-те місце) та багатьох інших.
| Нагорода                      | Дата              | Категорія                       | Результат        | Прим.         |
| ----------------------------- | ----------------- | ------------------------------- | ---------------- | ------------- |
| The Game Awards               | 7 грудня 2023     | Найкраще художне оформлення     | Номінація        | [ 82 ]        |
| The Game Awards               | 7 грудня 2023     | Найкраща рольова гра            | Номінація        | [ 82 ]        |
| Game Developers Choice Awards | 20 березня 2024   | Найкраще візуальне оформлення   | Почесна відзнака | [ 83 ]        |
| Gamescom Awards               | 29 серпня 2022    | Найкращий пригодницький бойовик | Перемога         | [ 80 ]        |
| Gamescom Awards               | 29 серпня 2022    | Найкраща рольова гра            | Перемога         | [ 80 ]        |
| Gamescom Awards               | 29 серпня 2022    | Найбажаніша гра для PlayStation | Перемога         | [ 80 ]        |
| Golden Joystick Awards        | 20 листопада 2023 | Найкращий візуальний дизайн     | Номінація        | [ 81 ]        |
| The Steam Awards              | 2 січня 2024      | Розкішний сюжет                 | Номінація        | [ 92 ] [ 93 ] |